# Skonaren Bardia
Skonaren Bardia var  ett svenskt lastfartyg, som byggdes av Saltviks Slip & Varv i Saltvik 1949 för Rederi AB Nils Friberg i Visby. 
Bardia var en tremastad skonare och var den sista stora skuta, som byggdes i Sverige. En mast togs ner 1957, varefter Bardia var att betrakta som motorfartyg. Våren 1959 såldes träbygget till R.N. Rasmussen i Alnor i Graasten, omdöptes Karla-Ras och registrerades i Egernsund. År 1967 såldes Karla-Ras till Amy Andersen i Köpenhamn, omdöptes till Amy Aase och lades upp i Köpenhamn. Efter tio års uppläggning såldes skutan 1977 till Norman Pushell i Saint James på Jamaica. 